# 八卷安奈
八卷安奈（日语：／ Yamaki Anna，10月15日—），日本女性配音員。出身於鳥取縣。身高167cm。A型血。

## 人物簡介
remax所屬，同志社大學文化史學科畢業。興趣、特長：參觀寺廟、神社、古墳、博物館及LIVE搞笑鑑賞。

## 演出
粗體字表示主要角色。

### 電視動畫
2018年
- citrus ～柑橘味香氣～（女性）
- 黃金神威（小孩）
- 敦君與女朋友（麻耶）
- 梅露可物語 -無精打采的少年與瓶中少女-（小孩）
- 天空與海洋之間（田霧姬）
- 火之丸相撲（2018年－2019年，天王寺咲[2]）
- 我讓最想被擁抱的男人給威脅了。（女性B）

2019年
- 科學一方通行（受理女性、女性研究員）
- 擅長捉弄人的高木同學2（蛋糕店店員）
- 女高中生的虛度日常（艾莉卡）
- 街角魔族（小孩）
- 美妙射擊部（2019年－2020年，五十嵐雪緒[3]）

2020年
- 科學超電磁砲T（代理人）
- 魔法科高中的劣等生 來訪者篇（黑白混血的女性）
- 請問您今天要來點兔子嗎？ BLOOM（女性客人）
- A3！（廣播）

2021年
- Re:從零開始的異世界生活 2nd season（奧托·思文的母親）
- 堀與宮村（電影的女演員）
- BLUE REFLECTION RAY/澪（少女）
- MARS RED（日语：MARS RED）（彩芽）
- 刮掉鬍子的我與撿到的女高中生（語音導航）
- Muv-Luv Alternative（宗像美冴[4]）

2022年
- 秘密內幕 ～女警的反擊～（女）
- JoJo的奇妙冒險 石之海（黑髮）
- 輝夜姬想讓人告白-超級浪漫-（女學生）
- 盾之勇者成名錄 Season2（巫女）
- 異世界迷宮裡的後宮生活（盜賊、妖精）
- 人類毛病大學（下田櫻、女孩子）

2023年
- 文豪Stray Dogs（女演員A）

2024年
- 偶像大師 閃耀色彩（白瀨咲耶[5]）
- 偶像大師 閃耀色彩 2nd season（白瀨咲耶[6]）

2025年
- Crypto Ninja 咲耶[7]

### 電影動畫
2019年
- 劇場版 為了誰的鍊金術師（卡提雅）

2022年
- Blue Thermal（機場廣播[8]）

### 遊戲
2017年
- 天空與海洋之間（八坂刀賣神、4位守護神[9]、田霧姬、夜刀神[10] 等）
- 麻降三國少女（蔣琬）
- Q&Q司書解答者（皮卡托莉克絲）
- 幻獸契約Cryptract（日语：幻獣契約クリプトラクト）（托瓦爾、埃默羅德）
- 白貓Project（多莉）
- 在地下城尋求邂逅是否搞錯了什麼 記憶憧憬（安娜·葛莉絲）
- 交鋒聯盟（日语：ファイトリーグ）（特命獵人 卡林卡）
- 最終休止符 -無止境的螺旋物語-（布呂格爾）

2018年
- 偶像大師 閃耀色彩（白瀨耶[11]）
- 編隊少女 -Formation Girls-（日语：編隊少女 -フォーメーションガールズ-）（索妮亞·巴特勒[12]）
- 帝國戰記（艾特瓦）
- 碧藍航線（三隈[13]）
- 棕色塵埃（日语：ブラウンダスト）（芭芭拉）
- （艾爾瑪麗亞）
- Blustone 2（ランターン）
- 怪物彈珠（2018年 - 2024年 拿破崙〈獸神化以後〉、嫝法、因陀羅耆特、卡蘿妮姆班絲）

2019年
- 逆轉奧賽羅尼亞（日语：逆転オセロニア）
- Re:城姬Quest（新宮城 等）

2020年
- Zold;out ～鍛造屋的物語（羅塞塔、佐拉）
- 鮮艷軍團（日语：ビビッドアーミー）（艾咪[14]）
- 赛博朋克2077（瑞吉娜·瓊斯、伊麗莎白·貝拉雷斯 等）
- 櫻花革命 ～綻放的少女們～（日语：サクラ革命 〜華咲く乙女たち〜）（佐那酢橘[15]）
- 音擊（皇城剎那[16]）

2021年
- LOOPERS（里塔蓬[17]）
- 魔物獵人 崛起[18]
- 偶像大師 POPLINKS（日语：アイドルマスター ポップリンクス）（白瀨耶[19]）
- 企業☆女孩（利茲）
- 新楓之谷（卡因〈女〉[20]）
- 東方彈幕神樂（日语：東方ダンマクカグラ）（豐聰耳神子[21]）
- 審判之逝：湮滅的記憶（茜[22]）
- 偶像大師 星耀季節（白瀨咲耶[23]）
- Project MIKHAIL（宗像美冴[24]）
- Tales of Luminaria（日语：テイルズ オブ ルミナリア）（凡妮莎·莫拉克斯[25]）
- 機動戰姬：聚變（千羽[26]）
- LUNARiA -Virtualized Moonchild-（妙·妙夫[27][28]）

2022年
- Heaven Burns Red（卡羅爾·利帕[29]）

2025年
- 辟邪除妖 Variants Daphne（克洛艾）

### 廣播節目
※記號表示網路廣播。
- 偶像大師 閃耀色彩 振翅電台（主持人〈每週輪班〉，2018年－播出中，ASOBISTORE（日语：アソビストア））※

### 電視節目
- （2019年10月18日－2020年10月2日，niconico直播）※[30]
- 八卷安奈、關根瞳、野口詩央 聲優第七世代（2020年6月10日－2021年2月10日，niconico直播）※[31]
- 成海瑠奈與八卷安奈的『為了成卷！』（日语：成海瑠奈と八巻アンナの『ナルべく、マキで!』）（2020年10月21日－2021年10月28日，niconico直播）※[32]
- 八卷安奈的安奈這樣的事情！（2020年11月13日－播出中，niconico直播）※[33]
- 八卷安奈的七轉八卷（2020年10月26日－2021年10月17日，niconico直播、YouTube Live）※[34]

### 其它
- LINE貼圖『偶像大師 閃耀色彩』（2019年－2020年，白瀨咲耶）2作品
- 柏青哥『P G1 DREAMROAD』（2020年，有馬橘花[35]）

## 音樂作品

### 角色歌曲
| 發行日期 | 標題                                                                                | 名義 | 曲名                                                | 備註                              |
| 2018年   | 2018年                                                                              | 2018年 | 2018年                                              | 2018年                            |
| -------- | ----------------------------------------------------------------------------------- | --- | --------------------------------------------------- | --------------------------------- |
| 6月6日   | THE IDOLM@STER SHINY COLORS BRILLI@NT WING 01 Spread the Wings!!                    | 閃耀色彩 | 「Spread the Wings!!」 「Multicolored Sky」         | 遊戲《偶像大師 閃耀色彩》主題歌曲 |
| 8月1日   | THE IDOLM@STER SHINY COLORS BRILLI@NT WING 03 巴比倫城的恩典                        | L'Antica | 「」 「幻惑SILHOUETTE」 「Spread the Wings!!」      | 遊戲《偶像大師 閃耀色彩》相關歌曲 |
| 12月19日 | THE IDOLM@STER SHINY COLORS SE@SONAL WINTER                                         | 閃耀色彩 | 「SNOW FLAKES MEMORIES」 「Let's get a chance」     | 遊戲《偶像大師 閃耀色彩》相關歌曲 |
| 2019年   |                                                                                     | |                                                     |                                   |
| 3月9日   | THE IDOLM@STER SHINY COLORS SOLO COLLECTION -1stLIVE FLY TO THE SHINY SKY-          | 白瀨耶（八卷安奈） | 「」                                                | 遊戲《偶像大師 閃耀色彩》相關歌曲 |
| 4月10日  | THE IDOLM@STER SHINY COLORS FR@GMENT WING 01                                        | 閃耀色彩 | 「Ambitious Eve」 「」                              | 遊戲《偶像大師 閃耀色彩》相關歌曲 |
| 6月12日  | THE IDOLM@STER SHINY COLORS FR@GMENT WING 03                                        | L'Antica | 「NEO THEORY FANTASY」 「」 「Ambitious Eve」       | 遊戲《偶像大師 閃耀色彩》相關歌曲 |
| 8月9日   | GO！GO！Rifling 4!!!!/Bright day, Stand up！                                        | Rifling 4 | 「」 「Bright day, Stand up！」                     | 電視動畫《美妙射擊部》相關歌曲    |
| 8月18日  | THE IDOLM@STER SHINY COLORS SOLO COLLECTION -SUMMER PARTY 2019-                     | 白瀨耶（八卷安奈） | 「幻惑SILHOUETTE」                                  | 遊戲《偶像大師 閃耀色彩》相關歌曲 |
| 10月23日 | Let's go！Rifling 4!!!!                                                             | Rifling 4 | 「」                                                | 電視動畫《美妙射擊部》片頭主題曲  |
| 10月23日 | Let's go！Rifling 4!!!!                                                             | Rifling 4 | 「BANG！BANG！BANG！」                              | 電視動畫《美妙射擊部》相關歌曲    |
| 11月6日  |                                                                                     | Rifling 4 | 「」                                                | 電視動畫《美妙射擊部》片尾主題曲  |
| 11月6日  | 「4SHOOTERS!!」                                                                     | Rifling 4 | 電視動畫《美妙射擊部》相關歌曲                      |                                   |
| 12月4日  | GO！GO！Music vol.1                                                                 | Rifling 4 | 「BiRiRi×SENSATION」 「Get started.」               | 電視動畫《美妙射擊部》劇中插入歌  |
| 12月18日 | THE IDOLM@STER SHINY COLORS FUTURITY SMILE                                          | 閃耀色彩 | 「FUTURITY SMILE」 「Spread the Wings!!」           | 遊戲《偶像大師 閃耀色彩》相關歌曲 |
| 2020年   |                                                                                     | |                                                     |                                   |
| 1月15日  | GO！GO！Music vol.2                                                                 | Rifling 4 | 「higher and higher!」 「Shangri-la」               | 電視動畫《美妙射擊部》劇中插入歌  |
| 1月15日  | GO！GO！Music vol.2                                                                 | 五十嵐雪緒（八卷安奈） | 「I feel, I feel」                                  | 電視動畫《美妙射擊部》相關歌曲    |
| 2月12日  | THE IDOLM@STER SHINY COLORS SWEET♡STEP                                              | 閃耀色彩 | 「SWEET♡STEP」 「Multicolored Sky」                 | 遊戲《偶像大師 閃耀色彩》相關歌曲 |
| 3月21日  | THE IDOLM@STER SHINY COLORS SOLO COLLECTION -SPRING PARTY 2020-                     | 白瀨耶（八卷安奈） | 「NEO THEORY FANTASY」                              | 遊戲《偶像大師 閃耀色彩》相關歌曲 |
| 3月27日  | 美妙射擊部 BD第2卷特典CD                                                            | 五十嵐雪緒（八卷安奈） | 「」 「」                                           | 電視動畫《美妙射擊部》相關歌曲    |
| 4月8日   | THE IDOLM@STER SHINY COLORS GR@DATE WING 01                                         | 閃耀色彩 | 「」 「Dye the sky.」                               | 遊戲《偶像大師 閃耀色彩》相關歌曲 |
| 4月8日   | P G1 DREAMROAD Sansei 原聲音樂專輯                                                  | 有馬橘花（八卷安奈）、有馬彌生（佐倉薰） | 「Dive to dream！」 「」                            | 柏青哥《P G1 DREAMROAD》相關歌曲  |
| 4月8日   | P G1 DREAMROAD Sansei 原聲音樂專輯                                                  | 有馬五月（上菫）、有馬橘花（八卷安奈）、有馬彌生（佐倉薰） | 「Overtake You!! ～take you remix～」               | 柏青哥《P G1 DREAMROAD》相關歌曲  |
| 7月29日  | THE IDOLM@STER SHINY COLORS SOLO COLLECTION -2ndLIVE STEP INTO THE SUNSET SKY-      | 白瀨耶（八卷安奈） | 「」                                                | 遊戲《偶像大師 閃耀色彩》相關歌曲 |
| 10月31日 | THE IDOLM@STER SHINY COLORS SOLO COLLECTION -MUSIC DAWN-                            | 白瀨耶（八卷安奈） | 「SNOW FLAKES MEMORIES」                            | 遊戲《偶像大師 閃耀色彩》相關歌曲 |
| 11月4日  | THE IDOLM@STER SHINY COLORS GR@DATE WING 03                                         | L'Antica | 「Black Reverie」 「」 「」                         | 遊戲《偶像大師 閃耀色彩》相關歌曲 |
| 2021年   |                                                                                     | |                                                     |                                   |
| 3月10日  | THE IDOLM@STER SHINY COLORS COLORFUL FE@THERS -Sol-                                 | 白瀨耶（八卷安奈） | 「」                                                | 遊戲《偶像大師 閃耀色彩》相關歌曲 |
| 3月10日  | THE IDOLM@STER SHINY COLORS COLORFUL FE@THERS -Sol-                                 | Team.Sol | 「SOLAR WAY」                                       | 遊戲《偶像大師 閃耀色彩》相關歌曲 |
| 4月14日  | THE IDOLM@STER SHINY COLORS L@YERED WING 01                                         | 閃耀色彩 | 「Resonance⁺」 「Color Days」                       | 遊戲《偶像大師 閃耀色彩》相關歌曲 |
| 4月24日  | THE IDOLM@STER SHINY COLORS SOLO COLLECTION -3rd LIVE TOUR PIECE ON PLANET/TOKYO-   | 白瀨耶（八卷安奈） | 「Black Reverie」                                   | 遊戲《偶像大師 閃耀色彩》相關歌曲 |
| 5月29日  | THE IDOLM@STER SHINY COLORS SOLO COLLECTION -3rd LIVE TOUR PIECE ON PLANET/FUKUOKA- | 白瀨耶（八卷安奈） | 「」                                                | 遊戲《偶像大師 閃耀色彩》相關歌曲 |
| 6月9日   | THE IDOLM@STER SHINY COLORS L@YERED WING 03                                         | L'Antica | 「abyss of conflict」 「革命進化論」 「Resonance⁺」 | 遊戲《偶像大師 閃耀色彩》相關歌曲 |
| 10月6日  | THE IDOLM@STER STARLIT SEASON 00 GR@TITUDE                                          | Project LUMINOUS | 「GR@TITUDE」                                       | 遊戲《偶像大師 星耀季節》相關歌曲 |
| 10月6日  | THE IDOLM@STER STARLIT SEASON 00 GR@TITUDE Lantis盤                                 | 閃耀色彩 | 「GR@TITUDE」                                       | 遊戲《偶像大師 星耀季節》相關歌曲 |
| 12月1日  | THE IDOLM@STER STARLIT SEASON 01                                                    | Project LUMINOUS | 「THE IDOLM@STER」                                  | 遊戲《偶像大師 星耀季節》相關歌曲 |
| 12月1日  | THE IDOLM@STER STARLIT SEASON 01                                                    | 765PRO ALLSTARS、閃耀色彩 | 「Spread the Wings!!」                              | 遊戲《偶像大師 星耀季節》相關歌曲 |
| 12月22日 | ONGEKI Sound Collection 06                                                          | 星咲明（赤尾光）、高瀨梨緒（久保百合花）、柏木美亞（和氣杏未）、東雲紬（和泉風花）、皇城剎那（八卷安奈） | 「Transcend Lights」                                | 遊戲《音擊》相關歌曲              |
| 12月22日 | ONGEKI Sound Collection 06                                                          | 皇城剎那（八卷安奈） | 「Transcend Lights」                                | 遊戲《音擊》相關歌曲              |
| 2022年   |                                                                                     | |                                                     |                                   |
| 1月19日  | THE IDOLM@STER STARLIT SEASON 02                                                    | 765PRO ALLSTARS、閃耀色彩 | 「READY!!」                                         | 遊戲《偶像大師 星耀季節》相關歌曲 |
| 1月19日  | THE IDOLM@STER STARLIT SEASON 02                                                    | 閃耀色彩 | 「Multicolored Sky」                                | 遊戲《偶像大師 星耀季節》相關歌曲 |
| 2月14日  | THE IDOLM@STER SHINY COLORS SOLO COLLECTION -L@YERED WING part 1-                   | 白瀨耶（八卷安奈） | 「abyss of conflict」                               | 遊戲《偶像大師 閃耀色彩》相關歌曲 |
| 2月14日  | THE IDOLM@STER SHINY COLORS SOLO COLLECTION -L@YERED WING part 2-                   | 白瀨耶（八卷安奈） | 「革命進化論」                                      | 遊戲《偶像大師 閃耀色彩》相關歌曲 |
| 3月2日   | THE IDOLM@STER STARLIT SEASON 03                                                    | 閃耀色彩 | 「Ambitious Eve」                                   | 遊戲《偶像大師 星耀季節》相關歌曲 |
| 3月2日   | THE IDOLM@STER STARLIT SEASON 03                                                    | 如月千早（今井麻美）、秋月律子（若林直美）、三浦梓（高橋智秋）、四條貴音（原由實）、神崎蘭子（內田真禮）、最上靜香（田所梓）、白石紬（南早紀）、白瀨耶（八卷安奈）、杜野凛世（丸岡和佳奈）、奧空心白（田中愛美）                                       | 「」                                                | 遊戲《偶像大師 星耀季節》相關歌曲 |
| 4月13日  | THE IDOLM@STER STARLIT SEASON 04                                                    | 如月千早（今井麻美）、秋月律子（若林直美）、三浦梓（高橋智秋）、四條貴音（原由實）、神崎蘭子（內田真禮）、高垣楓（早見沙織）、最上靜香（田所梓）、白石紬（南早紀）、白瀨耶（八卷安奈）、杜野凛世（丸岡和佳奈）、奧空心白（田中愛美）、玲音（茅原實里） | 「」                                                | 遊戲《偶像大師 星耀季節》相關歌曲 |
| 4月13日  | THE IDOLM@STER STARLIT SEASON 04                                                    | Project LUMINOUS、DIAMANT | 「GR＠TITUDE」                                      | 遊戲《偶像大師 星耀季節》相關歌曲 |

## 腳註

## 外部連結
- 株式會社remax的公式官網的聲優簡介 （页面存档备份，存于） （日語）
- 八卷安奈的X（前Twitter） （日語）
- 八卷安奈 （页面存档备份，存于） （日語）－日本藝人名鑑（日语：日本タレント名鑑）
- （日語）－WEB THE TELEVISION（日语：ザテレビジョン）
- 八卷安奈 （页面存档备份，存于） （日語）－SEIGURA web
- 八卷安奈 （页面存档备份，存于） （日語）－oricon
- 八卷安奈 （页面存档备份，存于） （日語）－allcinema（日语：allcinema）